# Гёльдер, Отто
Отто Людвиг Гёльдер (нем. Otto Ludwig Hölder; 22 декабря 1859, Штутгарт — 29 августа 1937, Лейпциг) — немецкий математик, родился в Штутгарте. Наиболее известен по неравенству Гёльдера, условию Гёльдера и теореме Жордана — Гёльдера, среди других известных результатов — теорема Гёльдера о том, что гамма-функция не удовлетворяет никакому линейному дифференциальному уравнению с рациональными коэффициентами, а также доказательство совершенности симметрических групп {\displaystyle S_{n}} при {\displaystyle n\neq 2,6}.
Обучался в Университете Штутгарта, затем, в 1877 году прибыл в Берлин и поступил в Берлинский университет, где слушал лекции Леопольда Кронекера, Карла Вейерштрасса и Эрнста Куммера.
Защитил докторскую в Университете Тюбингена в 1882 году, тема — «Beiträge zur Potentialtheorie» (рус. «Вклад в теорию потенциала»).
С 1899 года работал в Университете Лейпцига до выхода на пенсию.
В ноябре 1933 года подписал декларацию немецких профессоров в поддержку Адольфа Гитлера.